# Spodnji Vrsnik
Spodnji Vrsnik este o localitate din comuna Idrija, Slovenia, cu o populație de 51 de locuitori.